# Biología celular
La biología celular (anteriormente citología, del griego κύτος, que significa ‘célula’) es una rama de la biología que estudia la estructura, la función y el comportamiento de las células. La biología celular abarca tanto las células procariotas como las eucariotas y se puede dividir en muchos subtemas que pueden incluir el estudio del metabolismo celular, la comunicación celular, el ciclo celular, la bioquímica y la composición celular, la interacción con el ambiente y su ciclo vital.

## Historia

### Estudios estructurales

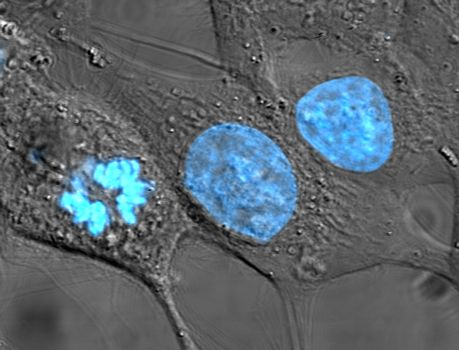
Se muestran tres células humanas con sus núcleos teñidos de color azul. La célula de la izquierda se encuentra en fase de mitosis y se observa la separación de los cromosomas para formar dos células hijas. Microscopía de contraste de fase.

La primera referencia al concepto de célula data del siglo XVII cuando el inglés Robert Hooke utilizó este término, para referirse a los pequeños huecos poliédricos que observó con su microscopio, que formaban la estructura del tejido vegetal del corcho (y por su parecido con las habitaciones de los sacerdotes llamadas «celda» (cell en inglés).
No obstante, hasta el siglo XIX no se desarrolla este concepto considerando su estructura interior. Es en este siglo, cuando se desarrolla la teoría celular , que reconoce la célula como la unidad básica de estructura y función de todos los seres vivos, idea que constituye desde entonces uno de los pilares de la biología moderna. 
Fue esta teoría celular la que impulsó en buena medida las investigaciones biológicas al terreno microscópico, pues las células no son visibles a simple vista. La unidad de medida utilizada es el micrómetro (μm) antes conocida como micra, existiendo células de entre 2 y 20 μm, aunque las neuronas pueden tener una longitud mayor. 
La investigación microscópica pronto daría lugar al descubrimiento de la estructura celular interna incluyendo el núcleo, los cromosomas, el aparato de Golgi, las mitocondrias y otros orgánulos celulares, así como la identificación de la relación existente entre la estructura y la función de los orgánulos celulares.
Ya en siglo XX, la introducción del microscopio electrónico reveló detalles de la ultraestructura celular, y aparecieron la histoquímica y la citoquímica.
También se descubrió la base material de la herencia, con los cromosomas y el ADN, y nació la citogenética.

### Estudios bioquímicos
La biología celular como tal, surgió como consecuencia de un cambio en la concepción del estudio de los organismos vivos, en tanto estos mostraban funciones que sobrepasaban lo estructural.
Es esencial conocer los procesos de la vida de la célula durante su ciclo celular, como son la nutrición, la respiración, la síntesis de componentes, los mecanismos de defensa, la división celular y la muerte celular.
La historia de la bioquímica como la conocemos hoy en día, viene del siglo XIX cuando una buena parte de la biología y de la química se orientaron a la creación de una nueva disciplina integradora: la química fisiológica hoy conocida como bioquímica.
Podemos entender la bioquímica como una disciplina científica integradora, que aborda el estudio de las biomoléculas y los biosistemas. Integra de esta forma las leyes químico-físicas y la evolución biológica que determinan a los biosistemas y a sus componentes.

### Estudios moleculares
La biología molecular implica la comprensión de las interacciones de los diferentes sistemas de la célula lo que incluye muchas relaciones, entre ellas las del ADN con el ARN, la síntesis de proteínas, el metabolismo, y cómo todas esas interacciones son reguladas para conseguir un correcto funcionamiento de la célula.
La biología molecular tiene como objetivo el estudio, desde el punto de vista molecular, de los procesos que se desarrollan en la célula viva. Dos macromoléculas en particular son objeto de su estudio: el ADN y las Proteínas. Esta área específica de estudio está relacionada con otros campos de la Biología Celular, como son la Ingeniería  genética y la bioquímica. 
El  estudio  mediante  métodos  físico-químicos  de  la  materia  viva  y  sus  procesos  biológicos, incluye  varias disciplinas  dentro  del  concepto  general  de  Biología Molecular, ellas son: 
- Bioquímica Estructural,
- Bioquímica Inorgánica,
- Bioquímica Metabólica y Enzimología,
- Fisiología Molecular,
- Biología Molecular y
- Química Física.[3][4]

## Estructura y función
Estructura de células eucariotas
Artículo principal: Eucariota
Las células eucariotas están compuestas por los siguientes orgánulos:
- Núcleo: El núcleo de la célula funciona como genoma y almacén de información genética de la célula, conteniendo todo el ADN organizado en forma de cromosomas. Está rodeado por una envoltura nuclear, que incluye poros nucleares que permiten el transporte de proteínas entre el interior y el exterior del núcleo. También es el lugar de replicación del ADN, así como de transcripción del ADN a ARN. Posteriormente, el ARN es modificado y transportado al citosol para ser traducido a proteínas.

- Nucléolo: Esta estructura se encuentra dentro del núcleo, suele ser densa y de forma esférica. Es el lugar donde se sintetiza el ARN ribosómico (ARNr), necesario para el ensamblaje de los ribosomas.

- Retículo endoplásmico (RE): Su función es sintetizar, almacenar y secretar proteínas al aparato de Golgi. Estructuralmente, el retículo endoplásmico es una red de membranas que se encuentra por toda la célula y está conectada al núcleo. Las membranas son ligeramente diferentes de una célula a otra y la función de una célula determina el tamaño y la estructura del RE.

- Mitocondrias: Comúnmente conocida como la central eléctrica de la célula, es un orgánulo celular de doble membrana que funciona para la producción de energía o ATP dentro de la célula. Específicamente, este es el lugar donde ocurre el ciclo de Krebs o ciclo TCA para la producción de NADH y FADH. Posteriormente, estos productos se utilizan dentro de la cadena de transporte de electrones (ETC) y la fosforilación oxidativa para la producción final de ATP.

- Aparato de Golgi: Se encarga de procesar, empaquetar y secretar las proteínas a su destino. Las proteínas contienen una secuencia señal que permite al aparato de Golgi reconocerlas y dirigirlas al lugar correcto. El aparato de Golgi también produce glucoproteínas y glucolípidos.

- Lisosoma: El lisosoma se encarga de degradar el material que llega del exterior de la célula o de antiguos orgánulos. Contiene muchas hidrolasas ácidas, proteasas, nucleasas y lipasas, que descomponen las distintas moléculas. La autofagia es el proceso de degradación a través de los lisosomas que se produce cuando una vesícula se desprende del RE y engulle el material, a continuación, se adhiere y se fusiona con el lisosoma para permitir que el material sea degradado.

- Ribosomas: Su función es traducir el ARN en proteínas. Sirve como lugar de síntesis de proteínas.

- Citoesqueleto: El citoesqueleto es una estructura que ayuda a mantener la forma y la organización general del citoplasma. Ancla los orgánulos dentro de las células y constituye la estructura y estabilidad de la célula. El citoesqueleto está compuesto por tres tipos principales de filamentos proteicos: filamentos de actina, filamentos intermedios y microtúbulos, que se mantienen unidos y enlazados a orgánulos subcelulares y a la membrana plasmática por una variedad de proteínas accesorias.

- Membrana celular: La membrana celular puede describirse como una bicapa de fosfolípidos y también está formada por lípidos y proteínas. Como el interior de la bicapa es hidrofóbico y para que las moléculas participen en las reacciones dentro de la célula, necesitan poder atravesar esta capa de membrana para entrar en la célula a través de la presión osmótica, la difusión, los gradientes de concentración y los canales de membrana.

- Centríolos: Su función es producir fibras fusiformes que se utilizan para separar los cromosomas durante la división celular.

Las células eucariotas también pueden estar formadas por los siguientes componentes moleculares:
- Cromatina: Constituye los cromosomas y es una mezcla de ADN con diversas proteínas.

- Los cilios: Ayudan a propulsar sustancias y también pueden utilizarse con fines sensoriales.[5]

Metabolismo de la célula
El metabolismo celular es necesario para la producción de energía para la célula y, por tanto, para su supervivencia, e incluye muchas vías. En el caso de la respiración celular, una vez que la glucosa está disponible, la glucólisis se produce en el citosol de la célula para producir piruvato. El piruvato se descarboxila mediante el complejo multienzimático para formar acetil coA, que puede utilizarse en el ciclo TCA para producir NADH y FADH2. Estos productos intervienen en la cadena de transporte de electrones para formar finalmente un gradiente de protones a través de la membrana mitocondrial interna. Este gradiente puede entonces impulsar la producción de ATP y H2O durante la fosforilación oxidativa El metabolismo en las células vegetales incluye la fotosíntesis, que es simplemente lo opuesto a la respiración, ya que en última instancia produce moléculas de glucosa.
Señalización celular
Más información: Señalización celular
La señalización o comunicación celular es importante para la regulación celular y para que las células procesen la información del entorno y respondan en consecuencia. La señalización puede producirse por contacto celular directo o por señalización endocrina, paracrina y autocrina. El contacto directo célula-célula se produce cuando un receptor de una célula se une a una molécula que está adherida a la membrana de otra célula. La señalización endocrina se produce a través de moléculas secretadas en el torrente sanguíneo. La señalización paracrina utiliza moléculas que se difunden entre dos células para comunicarse. La autocrina es una célula que se envía una señal a sí misma mediante la secreción de una molécula que se une a un receptor de su superficie. Las formas de comunicación pueden ser a través de:
- Canales iónicos: Pueden ser de diferentes tipos, como los canales iónicos activados por voltaje o por ligando. Permiten la salida y entrada de moléculas e iones.

- Receptor acoplado a proteína G (GPCR): Está ampliamente reconocido por contener siete dominios transmembrana. El ligando se une al dominio extracelular y, una vez que lo hace, envía una señal a un factor de intercambio de guanina para convertir el GDP en GTP y activar la subunidad G-α. G-α puede dirigirse a otras proteínas como la adenil ciclasa o la fosfolipasa C, que en última instancia producen mensajeros secundarios como AMPc, Ip3, DAG y calcio. Estos mensajeros secundarios amplifican las señales y pueden dirigirse a canales iónicos o a otras enzimas. Un ejemplo de amplificación de una señal es la unión del AMPc a la PKA y su activación mediante la eliminación de las subunidades reguladoras y la liberación de la subunidad catalítica. La subunidad catalítica tiene una secuencia de localización nuclear que la impulsa a entrar en el núcleo y fosforilar otras proteínas para reprimir o activar la actividad génica.

- Receptores tirosina quinasas: Se unen a factores de crecimiento, promoviendo aún más la tirosina en la porción intracelular de la proteína para fosforilarla de forma cruzada. La tirosina fosforilada se convierte en una plataforma de aterrizaje para proteínas que contienen un dominio SH2, lo que permite la activación de Ras y la participación de la vía de la MAP cinasa.

## Crecimiento y desarrollo
Ciclo de la célula eucariota
Las células son la base de todos los organismos y constituyen las unidades fundamentales de la vida. El crecimiento y desarrollo de las células son esenciales para el mantenimiento del huésped y la supervivencia del organismo. Para ello, la célula pasa por las fases del ciclo celular y del desarrollo, que implican el crecimiento celular, la replicación del ADN, la división celular, la regeneración y la muerte celular.
El ciclo celular se divide en cuatro fases distintas: G1, S, G2 y M. La fase G -que es la fase de crecimiento celular- constituye aproximadamente el 95% del ciclo. La proliferación de las células es instigada por los progenitores. Todas las células parten de una forma idéntica y, en esencia, pueden convertirse en cualquier tipo de célula. La señalización celular, como la inducción, puede influir en las células cercanas para determinar el tipo de célula en que se convertirá. Además, esto permite a las células del mismo tipo agregarse y formar tejidos, luego órganos y, por último, sistemas. Las fases G1, G2 y S (replicación, daño y reparación del ADN) se consideran la porción interfásica del ciclo, mientras que la fase M (mitosis) es la porción de división celular del ciclo. La mitosis se compone de muchas etapas que incluyen, profase, metafase, anafase, telofase y citocinesis, respectivamente. El resultado final de la mitosis es la formación de dos células hijas idénticas.
El ciclo celular está regulado en los puntos de control del ciclo celular por una serie de factores y complejos de señalización como las ciclinas, la quinasa dependiente de ciclinas y p53. Cuando la célula ha completado su proceso de crecimiento y si se detecta que está dañada o alterada, se somete a la muerte celular, ya sea por apoptosis o necrosis, para eliminar la amenaza que puede suponer para la supervivencia del organismo.
Mortalidad celular, inmortalidad del linaje celular
La ascendencia de cada célula actual se remonta presumiblemente, en un linaje ininterrumpido de más de 3.000 millones de años, al origen de la vida. En realidad, no son las células las que son inmortales, sino los linajes celulares multigeneracionales. La inmortalidad de un linaje celular depende del mantenimiento del potencial de división celular. Este potencial puede perderse en cualquier linaje particular debido al daño celular, la diferenciación terminal, como ocurre en las células nerviosas, o la muerte celular programada (apoptosis) durante el desarrollo. El mantenimiento del potencial de división celular a lo largo de generaciones sucesivas depende de que se eviten y reparen correctamente los daños celulares, en particular los daños en el ADN. En los organismos sexuales, la continuidad de la línea germinal depende de la eficacia de los procesos para evitar daños en el ADN y reparar los que se produzcan. Los procesos sexuales en eucariotas, así como en procariotas, ofrecen la oportunidad de reparar eficazmente los daños del ADN en la línea germinal mediante recombinación homóloga.
Fases del ciclo celular
El ciclo celular es un proceso de cuatro etapas por el que pasa una célula a medida que se desarrolla y se divide. Incluye la Brecha 1 (G1), la síntesis (S), la Brecha 2 (G2) y la mitosis (M). La célula reinicia el ciclo desde G1 o lo abandona por G0 tras completarlo. La célula puede progresar desde G0 hasta la diferenciación terminal.
La interfase se refiere a las fases del ciclo celular que ocurren entre una mitosis y la siguiente, e incluye G1, S y G2.
- Fase G1

El tamaño de la célula crece.
El contenido de las células se replica.
- Fase S

Replicación del ADN.
La célula replica cada uno de los 46 cromosomas (23 pares).
- Fase G2

La célula se multiplica.
En preparación para la división celular, se forman orgánulos y proteínas.
- Fase M

Tras la mitosis se produce la citocinesis (separación celular)
Formación de dos células hijas idénticas
- Fase G0

Estas células abandonan G1 y entran en G0, una fase de reposo. Una célula en G0 está haciendo su trabajo sin prepararse activamente para dividirse.

## Patología
Artículo principal: Citopatología
La rama científica que estudia y diagnostica las enfermedades a nivel celular se denomina citopatología. La citopatología se utiliza generalmente en muestras de células libres o fragmentos de tejidos, a diferencia de la rama patológica de la histopatología, que estudia tejidos enteros. La citopatología se utiliza habitualmente para investigar enfermedades que afectan a una amplia gama de localizaciones corporales, a menudo para ayudar en el diagnóstico del cáncer, pero también en el diagnóstico de algunas enfermedades infecciosas y otras afecciones inflamatorias. Por ejemplo, una aplicación común de la citopatología es la prueba de papanicolau, una prueba de detección utilizada para identificar el cáncer cervical y las lesiones cervicales precancerosas que pueden derivar en cáncer de cuello de útero.

## Puntos de control del ciclo celular y sistema de reparación de daños en el ADN
El ciclo celular se compone de una serie de etapas bien ordenadas y consecutivas que dan lugar a la división celular. El hecho de que las células no comiencen la siguiente etapa hasta que no haya finalizado la última es un elemento significativo de la regulación del ciclo celular. Los puntos de control del ciclo celular son características que constituyen una excelente estrategia de control para la precisión del ciclo y las divisiones celulares. Las Cdks, sus homólogas ciclinas asociadas, las proteínas quinasas y las fosfatasas regulan el crecimiento y la división celular de una etapa a otra. El ciclo celular está controlado por la activación temporal de las Cdks, que se rige por la interacción de las ciclinas asociadas, la fosforilación por proteínas quinasas particulares y la desfosforilación por fosfatasas de la familia Cdc25. En respuesta al daño en el ADN, la reacción de reparación del ADN de una célula es una cascada de vías de señalización que conduce a la activación del punto de control, regula, el mecanismo de reparación en el ADN, las alteraciones del ciclo celular y la apoptosis. Numerosas estructuras bioquímicas, así como procesos que detectan daños en el ADN, son ATM y ATR, que inducen los puntos de control de reparación del ADN.
El ciclo celular es una secuencia de actividades en la que los orgánulos celulares se duplican y posteriormente se separan en células hijas con precisión. Durante el ciclo celular se producen importantes acontecimientos. Los procesos que ocurren en el ciclo celular incluyen el desarrollo celular, la replicación y la segregación de cromosomas.  Los puntos de control del ciclo celular son sistemas de vigilancia que controlan la integridad, precisión y cronología del ciclo celular. Cada punto de control sirve como punto final alternativo del ciclo celular, en el que se examinan los parámetros de la célula y sólo cuando se cumplen las características deseables avanza el ciclo celular por las distintas etapas. El objetivo del ciclo celular es copiar con precisión el ADN de cada organismo y, después, repartir equitativamente la célula y sus componentes entre las dos nuevas células. En los eucariotas se dan cuatro etapas principales. En G1, la célula suele estar activa y sigue creciendo rápidamente, mientras que en G2, el crecimiento celular continúa mientras las moléculas de proteínas se preparan para la separación. No se trata de tiempos de latencia; es cuando las células ganan masa, integran receptores de factores de crecimiento, establecen un genoma replicado y se preparan para la segregación cromosómica. La replicación del ADN se limita a una síntesis separada en los eucariotas, que también se conoce como fase S. Durante la mitosis, también conocida como fase M, se produce la segregación de los cromosomas. El ADN, como cualquier otra molécula, es capaz de sufrir una amplia gama de reacciones químicas. Las modificaciones en la secuencia del ADN, por otra parte, tienen un impacto considerablemente mayor que las modificaciones en otros constituyentes celulares como los ARN o las proteínas, porque el ADN actúa como una copia permanente del genoma celular. Cuando se incorporan nucleótidos erróneos durante la replicación del ADN, pueden producirse mutaciones. La mayoría de los daños en el ADN se reparan eliminando las bases defectuosas y volviendo a sintetizar la zona extirpada. Por otra parte, algunas lesiones del ADN pueden repararse invirtiendo el daño, lo que puede ser un método más eficaz para hacer frente a los tipos comunes de daño del ADN. Sólo unas pocas formas de daño del ADN se reparan de esta manera, incluidos los dímeros de pirimidina causados por la luz ultravioleta (UV) modificada por la inserción de grupos metilo o etilo en la posición O6 del anillo de purina.

## Dinámica de la membrana mitocondrial
Las mitocondrias son conocidas como las "centrales eléctricas" de la célula por su capacidad de producir ATP, esencial para mantener la homeostasis y el metabolismo celular. Además, los investigadores conocen mejor la importancia de las mitocondrias en la biología celular gracias al descubrimiento de vías de señalización celular por parte de las mitocondrias, que son plataformas cruciales para la regulación de funciones celulares como la apoptosis. Su adaptabilidad fisiológica está estrechamente vinculada a la reconfiguración continua del canal mitocondrial de la célula a través de una serie de mecanismos conocidos como dinámica de la membrana mitocondrial, que incluyen la fusión y fragmentación (separación) de la endomembrana, así como la remodelación ultraestructural de la membrana. Como resultado, la dinámica mitocondrial regula y con frecuencia coreografía no sólo los procesos metabólicos, sino también los complicados procesos de señalización celular, como las células madre pluripotentes, la proliferación, la maduración, el envejecimiento y la mortalidad. Las mitocondrias están envueltas por dos membranas: una membrana mitocondrial interna (IMM) y una membrana mitocondrial externa (OMM), cada una con una función y estructura distintivas, que son paralelas a su doble función como centrales energéticas celulares y orgánulos de señalización.  La membrana mitocondrial interna divide el lumen mitocondrial en dos partes: la membrana del borde interno, que discurre paralela a la OMM, y las cristae, que son invaginaciones multinucleadas profundamente retorcidas que dejan espacio para la ampliación de la superficie y albergan el aparato de respiración mitocondrial. La membrana mitocondrial externa, por su parte, es blanda y permeable. Por lo tanto, actúa como base para que las vías de señalización celular se congreguen, se descifren y se transporten a las mitocondrias. Además, el OMM conecta con otros orgánulos celulares, como el retículo endoplásmico (RE), los lisosomas, los endosomas y la membrana plasmática. Las mitocondrias desempeñan una amplia gama de funciones en la biología celular, lo que se refleja en su diversidad morfológica. Desde el inicio del estudio de las mitocondrias, ha quedado bien documentado que éstas pueden presentar una gran variedad de formas, variando enormemente su morfología general y ultraestructural entre células, durante el ciclo celular y en respuesta a señales metabólicas o celulares. Las mitocondrias pueden existir como orgánulos independientes o como parte de sistemas más grandes; también pueden distribuirse de forma desigual en el citosol mediante el transporte y la colocación mitocondrial regulados para satisfacer las necesidades energéticas localizadas de la célula. La dinámica mitocondrial se refiere al aspecto adaptativo y variable de las mitocondrias, incluida su forma y distribución subcelular.

## Autofagia
La autofagia es un mecanismo de autodegradación que regula las fuentes de energía durante el crecimiento y la reacción al estrés alimentario. La autofagia también se limpia a sí misma, eliminando las proteínas agregadas, limpiando las estructuras dañadas, como las mitocondrias y el retículo endoplásmico, y erradicando las infecciones intracelulares. Además, la autofagia tiene funciones antivirales y antibacterianas dentro de la célula, y participa en el inicio de las respuestas inmunitarias distintivas y adaptativas a la contaminación vírica y bacteriana. Algunos virus incluyen proteínas de virulencia que impiden la autofagia, mientras que otros utilizan elementos de autofagia para el desarrollo intracelular o la división celular. La macroautofagia, la microautofagia y la autofagia mediada por chaperones son los tres tipos básicos de autofagia. Cuando se desencadena la macroautofagia, una membrana de exclusión incorpora una sección del citoplasma, generando el autofagosoma, un orgánulo distintivo de doble membrana. A continuación, el autofagosoma se une al lisosoma para crear un autolisosoma, en el que las enzimas lisosomales degradan los componentes. En la microautofagia, el lisosoma o la vacuola engullen una parte del citoplasma invaginando o sobresaliendo la membrana lisosomal para encerrar el citosol o los orgánulos. La autofagia mediada por chaperonas (CMA) garantiza la calidad de las proteínas digiriendo las proteínas oxidadas y alteradas en circunstancias de estrés y aportando aminoácidos mediante la desnaturalización proteica. La autofagia es el principal sistema intrínseco de degradación de péptidos, grasas, carbohidratos y otras estructuras celulares. Tanto en situaciones fisiológicas como de estrés, esta progresión celular es vital para mantener el equilibrio celular correcto. La inestabilidad de la autofagia provoca diversos síntomas de enfermedad, como inflamación, alteraciones bioquímicas, envejecimiento y neurodegeneración, debido a su implicación en el control de la integridad celular. La modificación de las redes autofagia-lisosoma es un sello típico de muchas enfermedades neurológicas y musculares. En consecuencia, la autofagia se ha identificado como una estrategia potencial para la prevención y el tratamiento de diversos trastornos. Muchos de estos trastornos se previenen o mejoran mediante el consumo de polifenoles en la comida. En consecuencia, los compuestos naturales con capacidad para modificar el mecanismo de la autofagia se consideran una opción terapéutica potencial. La creación de la doble membrana (fagoforo), que se conocería como nucleación, es el primer paso de la macroautofagia. El enfoque del fagoforo indica polipéptidos desregulados u orgánulos defectuosos que provienen de la membrana celular, el aparato de Golgi, el retículo endoplásmico y las mitocondrias. Con la conclusión del autofagocito, la ampliación del fagoforo llega a su fin. El autofagosoma se combina con las vesículas lisosomales para formar un auto-lisosoma que degrada las sustancias encapsuladas, lo que se conoce como fagocitosis.

## Campos de estudio
Para alcanzar sus objetivos, los biólogos celulares se ven obligados a estudiar los componentes de la célula a nivel molecular (biología molecular). 
Componentes principales del estudio celular:
- membrana plasmática
- citoesqueleto
- núcleo celular
- ribosomas
- retículo endoplásmico
- aparato de Golgi
- mitocondrias
- cloroplastos
- lisosomas
- peroxisomas
- vacuolas
- pared celular
- tráfico intracelular de membranas

### Notables biólogos celulares o citólogos
- Peter Agre
- Günter Blobel
- Christian de Duve
- Robert Hooke
- H. Robert Horvitz
- Anton van Leeuwenhoek
- Peter Dennis Mitchell
- Walther Flemming